# 伊恩·汤姆林森
伊恩·汤姆林森（英語：Ian Tomlinson，1936年2月27日—1995年1月26日），澳大利亚男子田径运动员。他曾代表澳大利亚参加1958年和1962年大英帝国和英联邦运动会田径比赛，获得二枚金牌。